# Sygehus Sønderjylland
Sygehus Sønderjylland er en samlet betegnelse for de fire sønderjyske sygehuse i Haderslev, Sønderborg, Tønder og Aabenraa. Ledelsen og størsteparten af administrationen er samlet på Aabenraa Sygehus, der også for fremtiden bliver enhedens største sygehus. Enheden blev oprettet i 2004.